# 니시하카타촌
니시하카타촌(西伯方村)은 에히메현 오치군에 설치된 촌이다. 